# Прадлевес
Прадлевес (итал. Pradleves) — коммуна в Италии, располагается в регионе Пьемонт, в провинции Кунео.
Население составляет 275 человек (2008 г.), плотность населения составляет 15 чел./км². Занимает площадь 19 км². Почтовый индекс — 12027. Телефонный код — 0171.
Покровителем населённого пункта считается святой Понций, празднование 19 мая.

## Демография
Динамика населения:

## Администрация коммуны
- Официальный сайт: